# Astronia arborea
Astronia arborea är en tvåhjärtbladig växtart som beskrevs av Baker f.. Astronia arborea ingår i släktet Astronia och familjen Melastomataceae. Inga underarter finns listade i Catalogue of Life.